# Volodymyr Gurtovyj
Volodymyr Gurtovyj (ukrainska: Володимир Гуртовий), född 9 september 1975, är en ukrainsk före detta basketspelare. Gurtovyj var center i Ukrainas landslag och i det ukrainska klubblaget Lvovskaja Politechnika i Lviv. Han spelade även i BK Tjerkasy Monkeys.